# Jossette Rey-Debove
Jossette Rey-Debove (Calais, França, 1929 - ?, Senegal, 2005) va ser una lingüista i lexicògrafa francesa.
Llicenciada en Lletres i doctora en Lingüística va ser alhora una destacada docent i una investigadora sobre aspectes abstractes del llenguatge i sobretot una rigorosa lexicògrafa al servei de l'editorial "Le Robert". En el si d'aquesta editorial, fou la fundadora, juntament amb el seu marit, Alain Rey, dels Dictionnaires Le Robert i s'erigí com un símbol de rigor científic i originalitat editorial. Col·laborà al Grand Robert de la langue française, Le Petit Robert, Le Robert des Enfants, Le dictionnaire du français (langue étrangère) i el Robert Méthodique-Brio. A més, fou una pedagoga incansable i treballà a La Sorbona, ensenyant Lexicologia, i més tard Semiologia, a la Universitat Denis Diderot i a l'École des hautes études en sciences sociales, on formà nombrosos especialistes en la pràctica lexicogràfica. Més enllà de la labor docent en els àmbits acadèmics oficials, va destacar com a difusora del coneixement sobre el lèxic i els diccionaris a través de nombroses conferències a universitats d'arreu, encara que essencialment franceses i quebequeses, i de ponències en col·loquis i seminaris. En aquest marc, va participar en les emissions de Ràdio-França Internacional (RFI) durant el període 1985-1995. Pel que fa a la seva tasca en l'editorial Le Robert, val a dir que va destacar per la seva importància en la labor didàctica formant als joves lexicògrafs i lexicògrafes. També fou una teòrica reconeguda internacionalment en semàntica i gramàtica, autora d'obres com ara La Linguistique du signe, une approche sémiotique du langage. Com a investigadora es va iniciar als Estats Units el 1969 com a ajudant de recerca al Research Center for Language Sciences de la Universitat d'Indiana a Bloomington, on treballa amb T. A. Sebeok, director de la revista Semiotica de la qual fou la secretària. Fruit de la seva formació investigadora és la producció d'obres cabdals en lexicologia i lexicografia com Étude linguistique et sémiotique des dictionnaires français contemporains (1971), Le métalangage: étude du discours sur le langage (editat el 1978 i reeditat molt augmentat el 1997) i La linguistique du signe: une approche sémiotique du langage (1998). També va ser important la seva activitat lexicogràfica, iniciada el 1953 amb Alain Rey i Paul Robert, i desenvolupada íntegrament a Edicions Le Robert, on s'inicià com a lexicògrafa, juntament amb Alain Rey, el seu marit des de 1954, en la redacció dels diccionaris de llengua de la Société du Nouveau Littré, que el 1953 va esdevenir Société Dictionnaires Le Robert. El 1984 va ser nomenada secretària general de la redacció dels diccionaris, responsabilitat que va exercir fins al 1994 en què es va jubilar. La seva contribució a la política de planificació lingüística al Quebec la feu mereixedora de l'Ordre National du Québec l'any 2004.